# Matilde Múzquiz Pérez-Seoane
Matilde Múzquiz Pérez-Seoane (12 de diciembre de 1950-Madrid, 19 de junio de 2010) fue una profesora de dibujo española de la Facultad de Bellas Artes de la Universidad Complutense de Madrid, cuya tesis doctoral sobre las pinturas prehistóricas cambió la visión del arte rupestre al dar un punto de vista artístico a lo que hasta ese momento solo había sido estudiado por prehistoriadores.

## Biografía
Estuvo casada con el profesor de fotografía Pedro A. Saura Ramos, reconocido fotógrafo especializado en arte rupestre y con quien realizó las distintas réplicas de la cueva de Altamira, incluida la Neocueva, inaugurada en 2001 junto a la original y como parte del Museo Nacional y Centro de Investigación de Altamira.

## Obra

### Réplicas
Junto a Pedro Saura realizó multitud de réplicas de cuevas con arte prehistórico para distintos organismos nacionales e internacionales:
- Museo Nacional y Centro de Investigación de Altamira: Neocueva (1998-2001), réplica del gran techo de polícromos de la cueva de Altamira, sita junto a la cueva original y otras copias de las cuevas de Las Monedas, Chufín, Fuente Salín y El Pendo.
- Parque de la prehistoria de Teverga, réplicas de las cuevas: techo de polícromos de la cueva de Altamira, Covalanas, La Peña de Candamo, Llonín, Covaciella y Tito Bustillo.
- Parque España-Shima Spain Village (1992), réplica del gran techo de polícromos de la cueva de Altamira.
- Participó en la instalación para la exposición “La Garma, un descenso al pasado”.

### Publicaciones
- Múzquiz Pérez-Seoane, Matilde (1988). Análisis artístico de las pinturas rupestres del gran techo de la cueva de Altamira: materiales y técnicas: comparación con otras muestras de arte rupestre (PDF). Tesis doctoral. Madrid: Universidad Complutense de Madrid. Facultad de Bellas Artes. ISBN 978-84-669-3025-3. Archivado desde el original el 14 de diciembre de 2009. Consultado el 18 de febrero de 2015.

- ——— (1990). «El pintor de Altamira pintó en la Cueva del Castillo». Revista de Arqueología (114): 14-22. ISSN 0212-0062.

- ——— (1994). «Análisis del proceso artístico del arte rupestre» (PDF). Complutum (5): 357-368. ISSN 1131-6993. Consultado el 22 de abril de 2012.

- ———; Saura, Pedro (junio de 1999). «Los secretos de Altamira». Newton Siglo XXI 2 (14): 84-92. «Un solo artista pintó esta obra maestra».

- ———; Saura, Pedro (2002a). «El facsímil del techo de los bisontes de Altamira» (PDF).  En Lasheras, J. A. (coord.), ed. Redescubrir Altamira. Turner. pp. 219-242. ISBN 84-7506-5465. Consultado el 4 de marzo de 2014.

- ———; Saura Ramos, Pedro A. (2006). «Ocho nuevos hallazgos de caballos solutrenses en el techo policromo de Altamira».  En Maillo Fernández, José Manuel y Baquedano, Enrique, ed. Miscelánea en homenaje a Victoria Cabrera. Volumen II. pp. 33-40. ISBN 84-451-2952-X.

- Saura Ramos, Pedro A.; Múzquiz Pérez-Seoane, Matilde; Bernaldo de Quirós, Federico; Lasheras Corruchaga, José Antonio; Beltrán, Antonio (1998). Altamira. Lunwerg Editores. ISBN 84-7782-493-2.

- Saura, Pedro; Múzquiz, Matilde (enero-febrero-marzo 2002). «Dossier: “La réplica del techo polícromo”» (PDF). Patrimonio Histórico de Castilla y León (Valladolid: Fundación del Patrimonio Histórico de Castilla y León): 32-34. ISSN 1578-5513. Archivado desde el original el 28 de junio de 2012. Consultado el 2 de mayo de 2012.

- Saura Ramos, Pedro A.; Múzquiz Pérez-Seoane, Matilde (2007). Arte Paleolítico de Asturias: ocho santuarios subterráneos. Prólogo de Rodrigo de Balbín Behrmann. Fotografías de Pedro A. Saura Ramos y Begoña Millán Hurtado. Oviedo: Cajastur. ISBN 978-8479253127. Resumen divulgativo.